# 姫路市立飾磨高等学校
姫路市立飾磨高等学校（ひめじしりつ しかまこうとうがっこう）は、兵庫県姫路市飾磨区妻鹿にある市立高等学校。地元では「亀高」と呼ばれることもある。

## 設置学科
全日制課程
- 普通科
- 健康福祉コース

## 沿革
- 1942年
  - 2月20日 - 兵庫県飾磨高等女学校として設立認可。
  - 4月8日 - 飾磨高等女学校、開校。
- 1946年6月1日 - 兵庫県飾磨中学校の設立認可。
- 1948年
  - 4月1日 - 学制改革により飾磨女子高等学校・飾磨高等学校にそれぞれ改称。
  - 6月30日 - 男女共学化、男女共学の実施により男子高校を女子高校に統合。
  - 9月1日 - 姫路市立飾磨高等学校と改称。
- 2003年4月1日 - 普通科に健康福祉コースを増設。
- 2026年 - 姫路市立の高校統合のため、生徒募集終了（予定）[1]。
- 2028年3月 - 姫路市立の高校統合のため、閉校（予定）[1]。

## 他高校との統合
2026年（令和8年）度に、姫路高校、琴丘高校、飾磨高校の3校を合併し、統合校が開校する予定である。そのため、上記3校は2025年（令和7年）度まで入学者を募集し、それ以降は募集を停止する予定となっている。
統合校は、旧姫路市中央卸売市場の跡地（手柄地区の延末）に設置される予定であるが、2026年度の開校には間に合わないため、新校舎が完成するまでは姫路高校の校舎を使用することが決まっている。

## 主な出身者
- 車谷長吉
- 鄭義信